# Asplenium nevadense
Asplenium nevadense là một loài dương xỉ trong họ Aspleniaceae. Loài này được Greuter & Burdet mô tả khoa học đầu tiên năm 1980.
Danh pháp khoa học của loài này chưa được làm sáng tỏ. 